# Discipline (킹 크림슨의 음반)
| 평가 점수                     | 평가 점수 |
| 출처                          | 점수      |
| ----------------------------- | --------- |
| All About Jazz                | [ 5 ]     |
| AllMusic                      | [ 6 ]     |
| Encyclopedia of Popular Music | [ 7 ]     |
| Mojo                          | [ 8 ]     |
| MusicHound Rock               | 4.5/5     |
| Q                             | [ 10 ]    |
| Record Mirror                 | [ 11 ]    |
| Rolling Stone                 | [ 12 ]    |
| The Rolling Stone Album Guide | [ 13 ]    |
| The Village Voice             | B         |

《Discipline》은 1981년 9월 22일, 영국의 E.G. 레코드와 미국의 워너 브라더스 레코드에 의해 발매된 영국의 프로그레시브 록 밴드 킹 크림슨의 여덟 번째 스튜디오 음반이다. 이 음반은 7년간의 공백 뒤에 나온 킹 크림슨의 첫 음반이었다. 설립자인 로버트 프립과 후에 덧붙인 빌 브루포드는 이전의 형태들로부터 남아 있었다. 나머지 밴드는 미국의 음악가 아드리안 벨류 (기타, 리드 보컬)와 토니 레빈 (베이스 기타, 채프먼 스틱, 백 보컬)이었다. 그 음반은 1980년대에 더 업데이트된 뉴 웨이브 지향 사운드로 이어졌다.

## 배경
《Discipline》은 아트 록, 프로그레시브 록, 뉴 웨이브, 포스트 프로그레시브, 댄스 록으로 묘사되어 왔다.
발라드 〈Matte Kudasai〉의 제목은 일본어(待って下さい)로 "기다려주세요"를 의미한다. 《Discipline》의 오리지널 발매작은 로버트 프립의 기타 파트를 이 트랙에 삽입하여 후속 음반 발매에서 삭제되었다. 이후 CD 재발행에는 두 버전의 노래가 모두 포함되었다.
〈Indiscipline〉의 가사는 당시 아내였던 마가렛이 아드리안 벨류에게 쓴 편지에 바탕을 두고 있었다.
〈Thela Hun Ginjeet〉은 "정글 속의 더위"의 애너그램이다. 라이브로 처음 공연되었을 때, 가사의 일부는 그의 이웃의 로버트 프립이 뉴욕에 살 때 악랄한 논쟁을 벌이며 만든 불법 녹음물을 중심으로 즉흥적으로 만들어졌고, 이 녹음은 프립의 솔로 음반 《Exposure》의 수록곡 〈NY3〉에 수록되어 있다. 트랙이 《Discipline》 음반에 녹음되는 동안, 영감을 찾기 위해 테이프 레코더를 들고 런던 노팅힐게이트를 돌아다니는 아드리안 벨류는 갱단으로부터 먼저 괴롭힘을 당했고, 그 후 경찰에 의해 괴롭힘을 당했다. 스튜디오로 돌아오자마자, 그는 방금 자신에게 일어난 일에 대해 밴드 동료들에게 당혹스러운 설명을 했다. 이 계정은 벨류도 모르게 프립에 의해 녹음되었으며, 프립의 뉴욕 녹음을 기반으로 한 초기 가사 대신 트랙의 《Discipline》 버전 (대부분의 라이브 버전)에 수록되어 있다.
〈The Sheltering Sky〉는 1949년 폴 볼스의 동명 소설에서 따왔다. 볼스는 종종 비트 세대와 연관되어 있는데, 이것은 킹 크림슨의 후속 스튜디오 음반인 《Beat》에 영감을 줄 것이다.
라이브 버전인 〈Elephant Talk〉, 〈Indiscipline〉, 〈Thela Hun Ginjeet〉은 구어 부분에서의 부분적인 보컬 즉흥성을 포함했다. 이러한 예는 1982년 8월 13일, 공연에서 찾아볼 수 있으며, 2014년 8월 12일 현재 DGM에서 MP3와 FLAC 포맷을 모두 다운로드할 수 있다.
,
뒷면 커버에는 "Discipline is never an end in itself, only a means to an end(훈육은 그 자체로 끝이 아니며, 단지 목적을 위한 수단일 뿐이다)"라는 문구가 새겨져 있다. 오리지널 앞면 커버는 조지 베인이 저작권을 가진 켈트 매듭 디자인에 변화를 주었다. 베인의 허락 없이 사용된 것으로 밝혀져, 이후 출시될 때 스티브 볼이 로버트 프립의 커미션을 받아 디자인한 매듭으로 대체되었다. 공의 디자인은 킹 크림슨, 프리프, 관련 아티스트의 레이블이 된 프립이 설립한 음악 레이블인 디서플린 글로벌 모바일의 로고로도 사용된다.

## 곡 목록
모든 곡들은 로버트 프립, 아드리안 벨류, 토니 레빈 그리고 빌 브루포드에 의해 작사/작곡하였다.
| #  | 제목               | 재생 시간 |
| -- | ------------------ | --------- |
| 1. | 〈Elephant Talk〉  | 4:43      |
| 2. | 〈Frame by Frame〉 | 5:09      |
| 3. | 〈Matte Kudasai〉  | 3:47      |
| 4. | 〈Indiscipline〉   | 4:43      |

| #  | 제목                          | 재생 시간 |
| -- | ----------------------------- | --------- |
| 5. | 〈Thela Hun Ginjeet〉         | 6:26      |
| 6. | 〈The Sheltering Sky〉 (기악) | 8:22      |
| 7. | 〈Discipline〉 (기악)         | 5:13      |